# ایدورونیک اسید
ایدورونیک اسید (به انگلیسی: Iduronic acid) یک ترکیب شیمیایی با شناسه پاب‌کم ۱۱۸۷۷۱۳۴ است. که جرم مولی آن ۱۹۴٫۱۳۹ g/mol می‌باشد. 

## نگارخانه

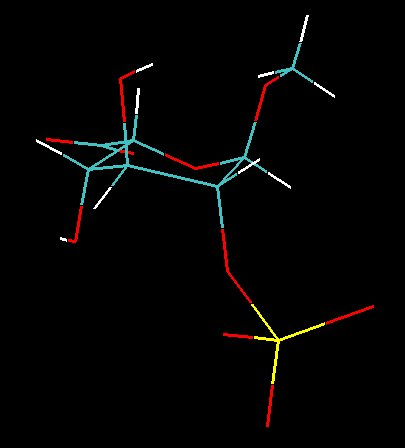
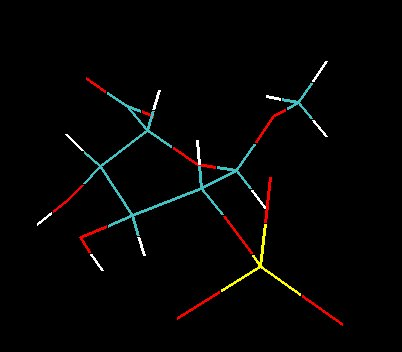